# Samuel Spewack
Pour les articles homonymes, voir Spewack.
Samuel Spewack est un dramaturge et un scénariste américain né le 16 septembre 1899 à Bakhmout (Ukraine) et mort le 14 octobre 1971 à New York (État de New York).

## Biographie
Il a travaillé notamment avec sa femme Bella.

## Théâtre
- 1928 : The War Song
- 1929 : Poppa
- 1932 : Clear All Wires
- 1934 : Spring Song
- 1935 : Boy Meets Girl
- 1938 : Leave It to Me!
- 1939 : Miss Swan Expects
- 1946 : Woman Bites Dog
- 1948 : Kiss Me, Kate
- 1949 : Two Blind Mice
- 1950 : The Golden State
- 1954 : My Three Angels
- 1955 : Festival
- 1961 : Once There Was a Russian

## Filmographie

### Cinéma
- 1931 : The Secret Witness (en) de Thornton Freeland
- 1933 : Should Ladies Behave (en) de Harry Beaumont
- 1933 : Le Solitaire (en) de Jack Conway
- 1933 : Nuisance (en) de Jack Conway
- 1933 : Private Jones de Russell Mack
- 1933 : Clear All Wires! de George W. Hill
- 1934 : La Joyeuse Fiancée de Jack Conway
- 1934 : Le Chat et le Violon (en) de William K. Howard
- 1935 : Rendez-vous de William K. Howard
- 1937 : Vogues 1938 de Irving Cummings
- 1938 : Nanette a trois amours de Richard Thorpe
- 1938 : Le Vantard de Lloyd Bacon
- 1938 : Chasseurs d'accidents de Edwin L. Marin
- 1940 : Mon épouse favorite de Garson Kanin
- 1945 : Week-end au Waldorf de Robert Z. Leonard
- 1953 : Embrasse-moi, chérie de George Sidney
- 1963 : Pousse-toi, chérie de Michael Gordon
- 1989 : Nous ne sommes pas des anges de Neil Jordan

### Télévision
- 1949 : Studio One (1 épisode)
- 1957 : ITV Play of the Week (1 épisode)
- 1957 : Mr. Broadway
- 1957 : Producers' Showcase (1 épisode)
- 1958 : Kiss Me, Kate
- 1959 : Startime (1 épisode)
- 1961 : The Enchanted Nutcracker
- 1961 : Küß mich Kätchen
- 1964 : Kiss Me Kate
- 1967 : Kiss Me Kate
- 1968 : Kiss Me Kate
- 1975 : Kiss Me Kate
- 2003 : Great Performances (1 épisode)

## Nominations
- Oscars du cinéma 1941 : Oscar de la meilleure histoire originale pour Mon épouse favorite